# David Carstens (Offizier)
Colonel David H. Carstens (* ca. 1967) kommandiert seit 12. Januar 2012 die US-Garnison in Wiesbaden. Er folgte Jeffrey Dill nach. Er diente zuvor in Korea, Haiti, Irak und Afghanistan. 